# The Tradition
The Tradition is een jaarlijks golftoernooi in de Verenigde Staten, dat deel uitmaakt van de Champions Tour. Het is een van de vijf Majors van de Champions Tour. Het toernooi vindt sinds 2011 telkens plaats op de Shoal Creek Golf & Country Club in Birmingham, Alabama.

## Geschiedenis
In 1989 werd het toernooi opgericht als The Tradition at Desert Mountain. Het toernooi werd gespeeld op de golfbaan Golf Club at Desert Mountain in Scottsdale in Arizona. De eerste editie werd gewonnen door de Amerikaan Don Bies. Vanaf 2003 werd het toernooi verplaatst naar de "South Course of The Reserve Vineyards and Golf Club" in Hillsboro in Oregon om dan in 2006 opnieuw te verhuizen naar de Crosswater Club in Sunriver.
Sinds 2011 wordt het toernooi georganiseerd onder de naam Regions Traditions en Regions Financial Corporation is de hoofdsponsor van het toernooi. Als gevolg van deze sponsordeal verhuisde het toernooi naar de "Shoal Creek Golf and Country Club"  in Shoal Creek in Alababa Birmingham. Vanaf 2011 wordt het toernooi ook gespeeld in de maanden mei of juni. In 2016 verhuisde het toernooi nogmaals, dit keer naar de "Greystone Golf and Country Club"
De Amerikaan Jack Nicklaus won het toernooi vier keer en anno 2024 nog steeds recordhouder qua aantal overwinningen.

## Winnaars
| Jaar                                   | Baan                                   | Stad                                   | Winnaar                                | Score                                  | Score                                  | Info                                          |
| The Tradition at Desert Mountain       | The Tradition at Desert Mountain       | The Tradition at Desert Mountain       | The Tradition at Desert Mountain       | The Tradition at Desert Mountain       | The Tradition at Desert Mountain       | The Tradition at Desert Mountain              |
| -------------------------------------- | -------------------------------------- | -------------------------------------- | -------------------------------------- | -------------------------------------- | -------------------------------------- | --------------------------------------------- |
| 1989                                   | Golf Club at Desert Mountain           | Scottsdale, Arizona                    | Don Bies                               | 275                                    | –13                                    |                                               |
| 1990                                   | Golf Club at Desert Mountain           | Scottsdale, Arizona                    | Jack Nicklaus                          | 206                                    | –10                                    | Wegens slechte weer, afgewerkt in drie ronden |
| 1991                                   | Golf Club at Desert Mountain           | Scottsdale, Arizona                    | Jack Nicklaus                          | 275                                    | –11                                    |                                               |
| The Tradition                          |                                        |                                        |                                        |                                        |                                        |                                               |
| 1992                                   | Golf Club at Desert Mountain           | Scottsdale, Arizona                    | Lee Trevino                            | 274                                    | –14                                    |                                               |
| 1993                                   | Golf Club at Desert Mountain           | Scottsdale, Arizona                    | Tom Shaw                               | 269                                    | –19                                    |                                               |
| 1994                                   | Golf Club at Desert Mountain           | Scottsdale, Arizona                    | Raymond Floyd po                       | 271                                    | –17                                    | Won de play-off van Dale Douglass             |
| 1995                                   | Golf Club at Desert Mountain           | Scottsdale, Arizona                    | Jack Nicklaus po                       | 276                                    | –12                                    | Won de play-off van Isao Aoki                 |
| 1996                                   | Golf Club at Desert Mountain           | Scottsdale, Arizona                    | Jack Nicklaus                          | 272                                    | –16                                    |                                               |
| The Tradition presented by Countrywide |                                        |                                        |                                        |                                        |                                        |                                               |
| 1997                                   | Golf Club at Desert Mountain           | Scottsdale, Arizona                    | Gil Morgan                             | 266                                    | –22                                    |                                               |
| 1998                                   | Golf Club at Desert Mountain           | Scottsdale, Arizona                    | Gil Morgan                             | 276                                    | –12                                    |                                               |
| 1999                                   | Golf Club at Desert Mountain           | Scottsdale, Arizona                    | Graham Marsh                           | 136                                    | –8                                     | Wegens slechte weer, afgewerkt in twee ronden |
| The Countrywide Tradition              |                                        |                                        |                                        |                                        |                                        |                                               |
| 2000                                   | Golf Club at Desert Mountain           | Scottsdale, Arizona                    | Tom Kite po                            | 280                                    | –8                                     | Won de play-off van Larry Nelon & Tom Watson  |
| 2001                                   | Golf Club at Desert Mountain           | Scottsdale, Arizona                    | Doug Tewell                            | 265                                    | –23                                    |                                               |
| 2002                                   | Golf Club at Desert Mountain           | Scottsdale, Arizona                    | Jim Thorpe po                          | 277                                    | –11                                    | Won de play-off van John Jacobs               |
| JELD-WEN Tradition                     |                                        |                                        |                                        |                                        |                                        |                                               |
| 2003                                   | The Reserve Vineyards & Golf Club      | Aloha, Oregon                          | Tom Watson                             | 273                                    | –15                                    |                                               |
| 2004                                   | The Reserve Vineyards & Golf Club      | Aloha, Oregon                          | Craig Stadler                          | 275                                    | –13                                    |                                               |
| 2005                                   | The Reserve Vineyards & Golf Club      | Aloha, Oregon                          | Loren Roberts po                       | 273                                    | –15                                    | Won de play-off van Dana Quigley              |
| 2006                                   | The Reserve Vineyards & Golf Club      | Aloha, Oregon                          | Eduardo Romero po                      | 275                                    | –13                                    | Won de play-off van Lonnie Nelson             |
| 2007                                   | Crosswater Golf Club                   | Sunriver, Oregon                       | Mark McNulty                           | 272                                    | –16                                    |                                               |
| 2008                                   | Crosswater Golf Club                   | Sunriver, Oregon                       | Fred Funk                              | 269                                    | –18                                    |                                               |
| 2009                                   | Crosswater Golf Club                   | Sunriver, Oregon                       | Mike Reid po                           | 272                                    | –16                                    | Won de play-off van John Cook                 |
| 2010                                   | Crosswater Golf Club                   | Sunriver, Oregon                       | Fred Funk                              | 276                                    | –12                                    |                                               |
| Regions Tradition                      |                                        |                                        |                                        |                                        |                                        |                                               |
| 2011                                   | Shoal Creek Golf & Country Club        | Birmingham, Alabama                    | Tom Lehman po                          | 275                                    | –13                                    | Won de play-off van Peter Senior              |
| 2012                                   | Shoal Creek Golf & Country Club        | Birmingham, Alabama                    | Tom Lehman                             | 274                                    | –14                                    |                                               |
| 2013                                   | Shoal Creek Golf & Country Club        | Birmingham, Alabama                    | David Frost                            | 272                                    | –16                                    |                                               |
| 2014                                   | Shoal Creek Golf & Country Club        | Birmingham, Alabama                    | Kenny Perry                            | 281                                    | –7                                     |                                               |
| 2015                                   | Shoal Creek Golf & Country Club        | Birmingham, Alabama                    | Jeff Maggert                           | 274                                    | –14                                    | Won de play-off van Kevin Sutherland          |
| 2016                                   | Greystone Golf and Country Club        | Hoover, Alabama                        | Bernhard Langer                        | 271                                    | –17                                    |                                               |
| 2017                                   | Greystone Golf and Country Club        | Hoover, Alabama                        | Bernhard Langer                        | 268                                    | –20                                    |                                               |
| 2018                                   | Greystone Golf and Country Club        | Hoover, Alabama                        | Miguel Ángel Jiménez                   | 269                                    | –19                                    |                                               |
| 2019                                   | Greystone Golf and Country Club        | Hoover, Alabama                        | Steve Stricker                         | 270                                    | –18                                    |                                               |
| 2020                                   | Geen toernooi wegens COVID-19-pandemie | Geen toernooi wegens COVID-19-pandemie | Geen toernooi wegens COVID-19-pandemie | Geen toernooi wegens COVID-19-pandemie | Geen toernooi wegens COVID-19-pandemie |                                               |
| 2021                                   | Greystone Golf and Country Club        | Hoover, Alabama                        | Alex Čejka                             | 270                                    | –18                                    | Won de play-off van Steve Stricker            |
| 2022                                   | Greystone Golf and Country Club        | Hoover, Alabama                        | Steve Stricker                         | 267                                    | –21                                    |                                               |
| 2023                                   | Greystone Golf and Country Club        | Hoover, Alabama                        | Steve Stricker                         | 265                                    | –23                                    |                                               |
| 2024                                   | Greystone Golf and Country Club        | Hoover, Alabama                        | Doug Barron                            | 271                                    | –17                                    |                                               |

| Toernooirecord |  | po = winnaar na play-off |

 Mitsubishi Electric Championship at Hualalai ·
 Hassan II Golf Trophy ·
 Chubb Classic ·
 Cologuard Classic ·
 Hoag Classic ·
 Galleri Classic ·
 James Hardie Pro-Football Hall of Fame Invitational ·
 Mitsubishi Electric Classic ·
 Insperity Invitational ·
 The Tradition ·
 Senior PGA Championship ·
 Principal Charity Classic ·
 American Family Insurance Championship ·
 Senior Players Championship ·
 US Senior Open ·
 Dick's Open ·
 The Senior Open Championship ·
 Boeing Classic · 
 Rogers Charity Classic ·
 The Ally Challenge
 Stifel Charity Classic ·
 Sanford International ·
 PURE Insurance Championship ·
 Constellation Furyk and Friends ·
 SAS Championship ·
 Dominion Energy Charity Classic ·
 Simmons Bank Championship ·
 Charles Schwab Cup Championship ·